# Goldene Laute (Leipzig)

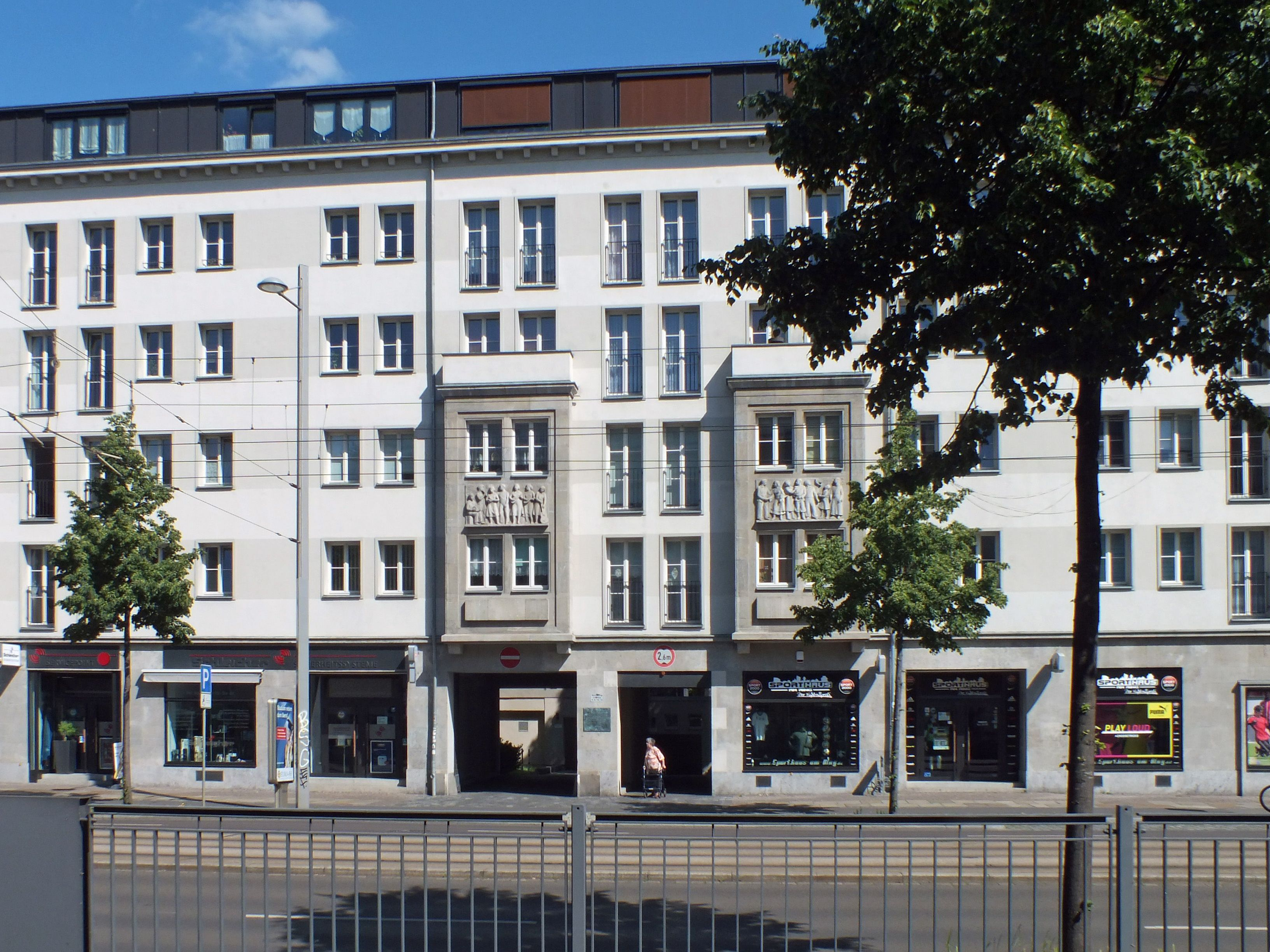
Wohnhaus Ranstädter Steinweg 8

Die Goldene Laute am Ranstädter Steinweg in Leipzig war bis 1926 ein Gasthof mit Ausspanne, wurde dann durch eine Großgarage mit Hotel ersetzt und ist nunmehr eine Wohnanlage.

## Gasthof

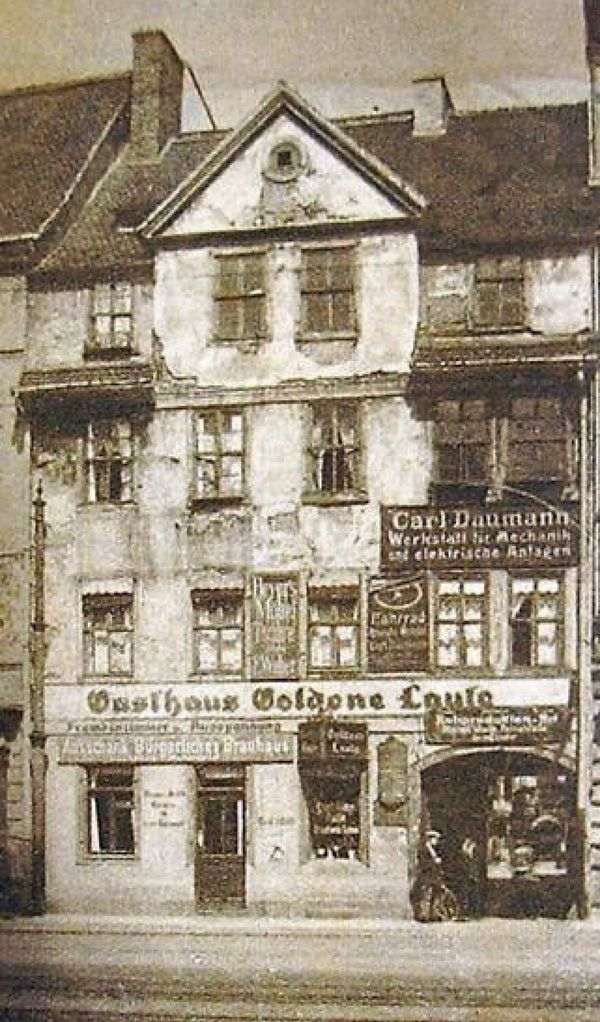
Das Vorderhaus vor dem Abriss 1926
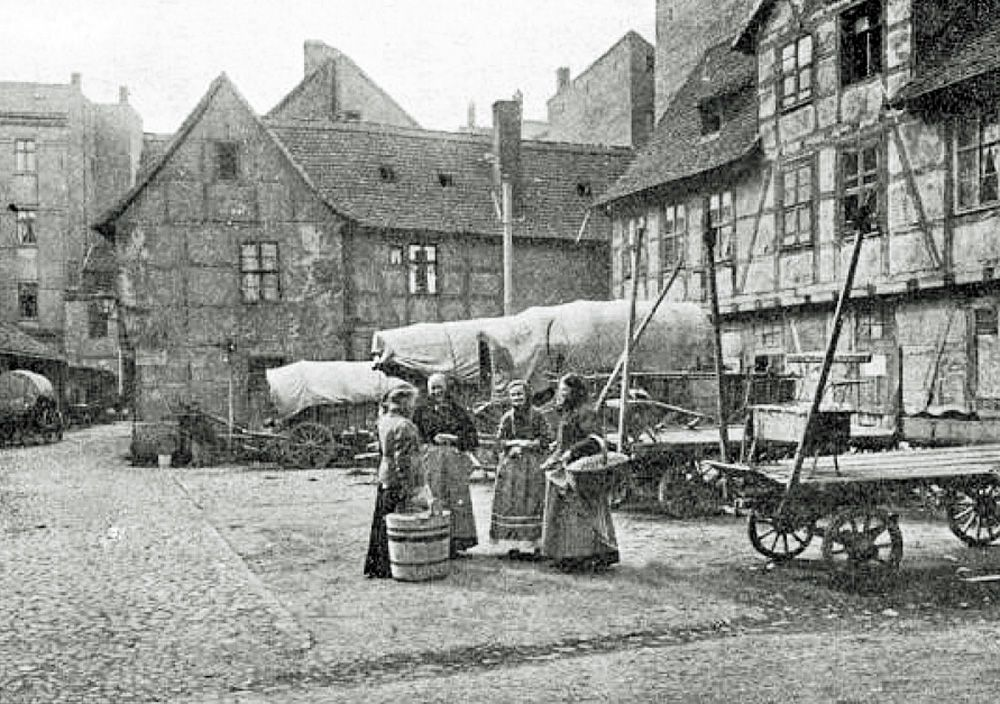
Im Hof der Goldenen Laute um 1900
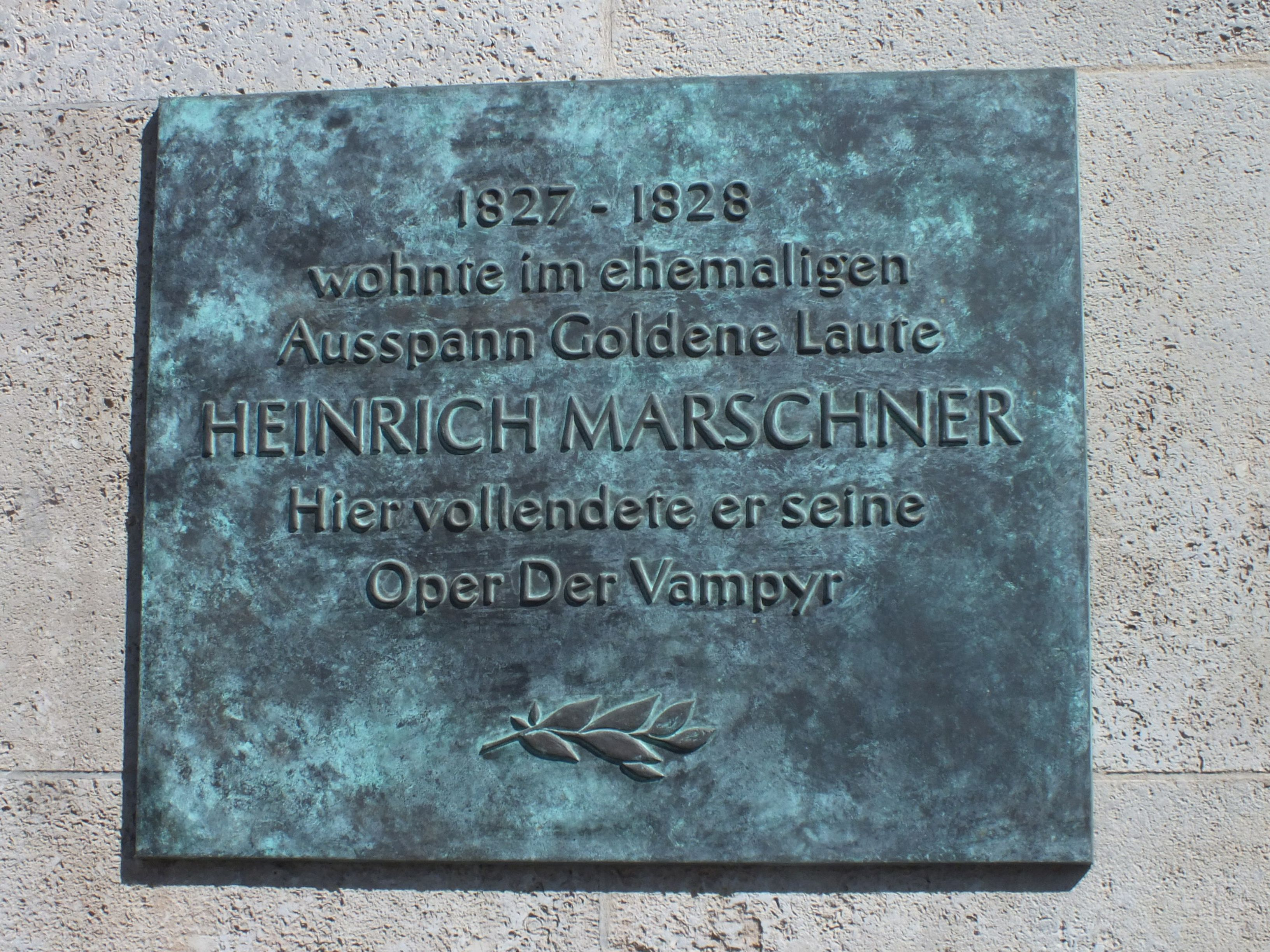
Die Gedenktafel für Heinrich Marschner (2016)

Der Fischhändler Sebastian Gansauge hatte während der Belagerung Leipzigs im Schmalkaldischen Krieg 1547 an seinem Haus einen Brandschaden erlitten. Zur Entschädigung erhielt er 1561 für sein günstig an der Ausfallstraße Ranstädter Steinweg (Via Regia) gelegenes Anwesen für die Zeit der Leipziger Messen als Nebenverdienst das Herbergs- und Bierschankrecht. 1578 kaufte der Lautenmacher Arnold Findinger das Haus und erhielt 1583 den Landweinausschank bewilligt. Sein Gewerbezeichen wurde zum Gasthausschild, und 1598 hieß der Gasthof „Zur güldenen Laute“. Ab etwa 1620 besaßen meist Berufsgastwirte das Haus, zu dem mehrere Gebäude im Hof gehörten, der durch eine Durchfahrt im Vorderhaus zu erreichen war. Die Goldene Laute war eine beliebte Ausspanne.
1827/1828 wohnte der Komponist Heinrich Marschner in der Goldenen Laute und vollendete hier seine Oper Der Vampyr, die am 29. März 1828 im 300 Meter entfernten Stadttheater uraufgeführt wurde. Eine Gedenktafel erinnert an Marschners Aufenthalt.
1926 wurden die vorhandenen Bauten zusammen mit denen des Nachbargrundstücks für den Bau einer Großgarage mit Hotel abgerissen.

## Großgarage
Mit der Entwicklung des Autoverkehrs im ersten Drittel des 20. Jahrhunderts traten auch bald Parkplatzprobleme auf. Die besten Bedingungen für Autoreisende wurden dort geboten, wo sowohl Fahrzeug als auch Fahrer in unmittelbarer Nachbarschaft versorgt werden konnten, und das möglichst in Zentrumsnähe. Solche Verhältnisse für die sogenannten Herrenfahrer zu schaffen, wurde auch in Leipzig angestrebt und deshalb 1926–1928 auf dem Abrissgelände Ranstädter Steinweg 8–10 durch die Großgarage „Goldene Laute“ GmbH eine Großgarage mit angeschlossenem Hotel errichtet.

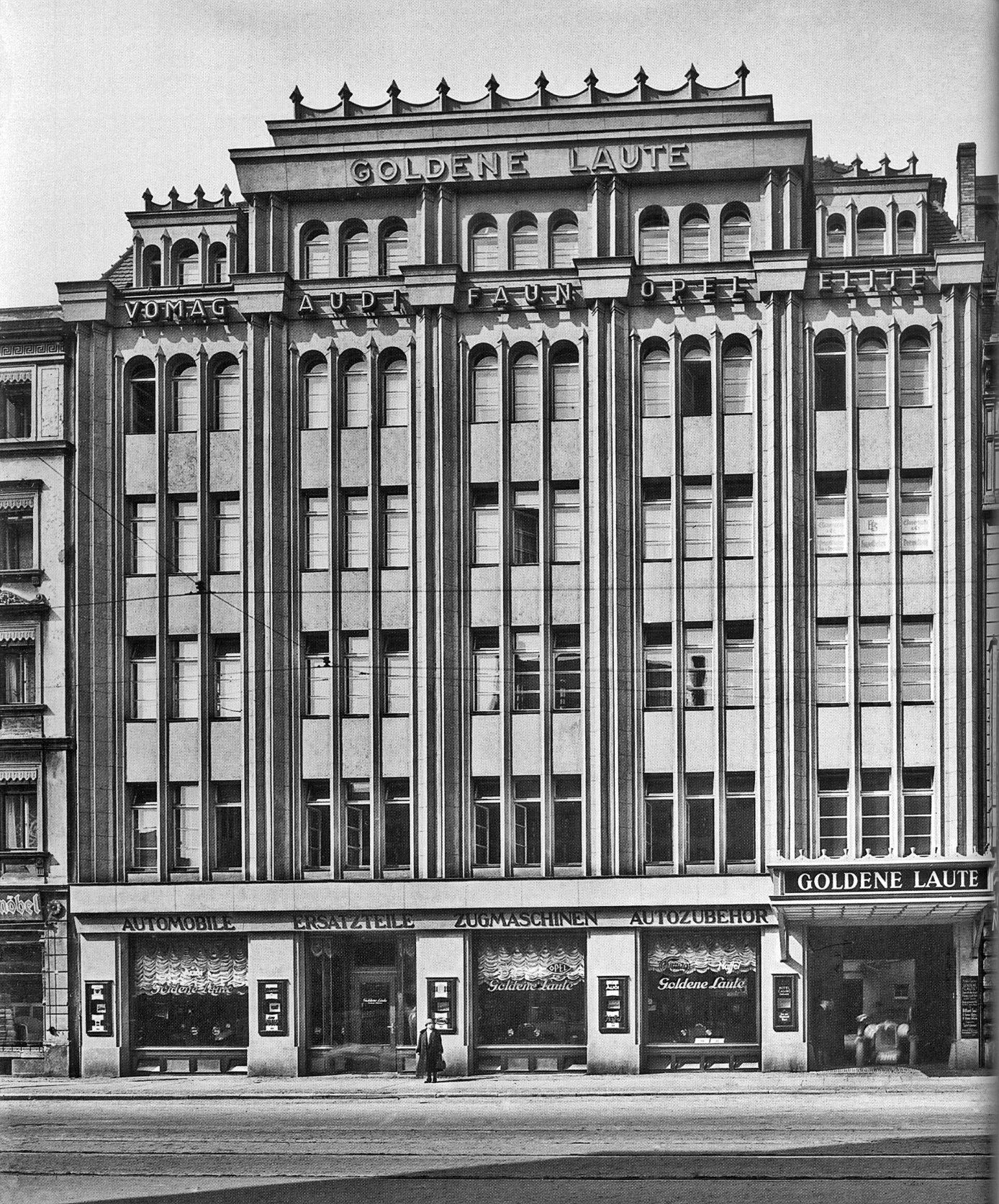
Straßenfront 1927
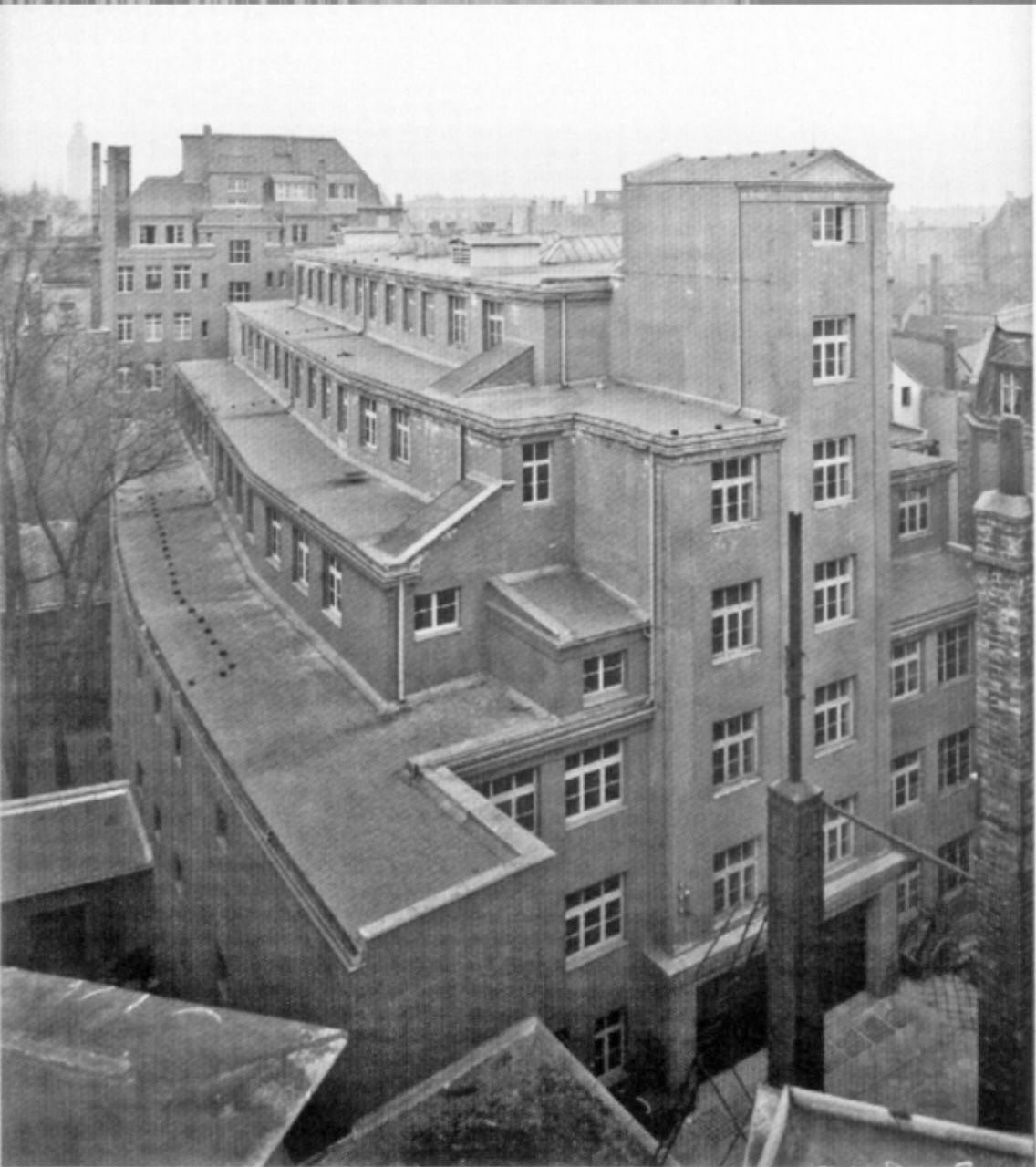
Garagenbau im Hof 1927
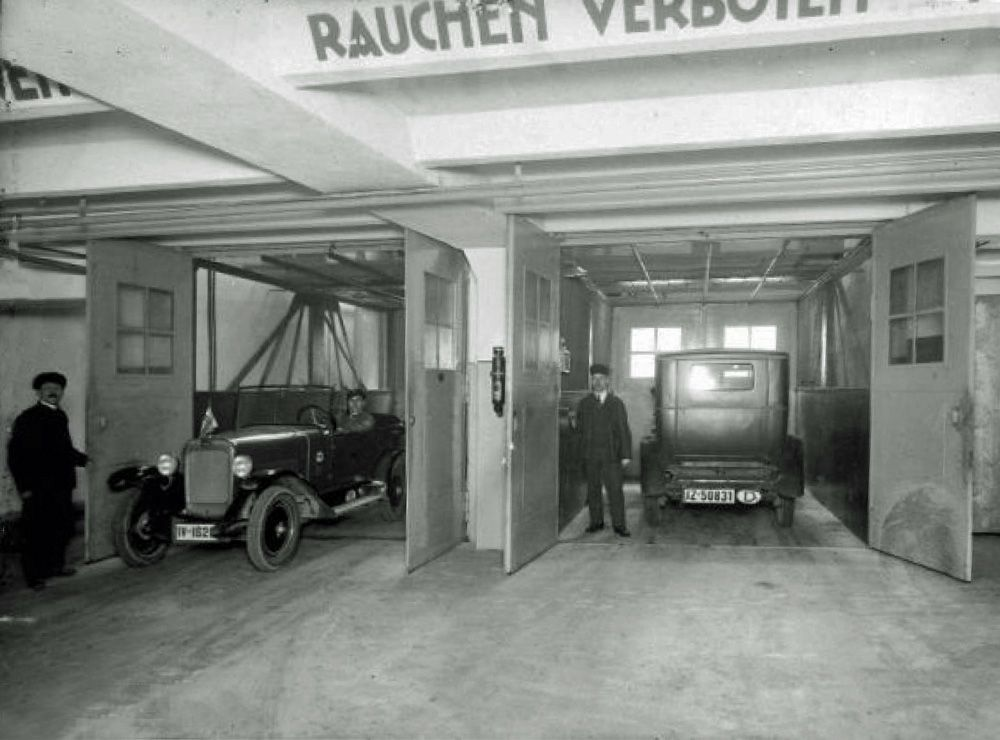
PKW-Aufzüge
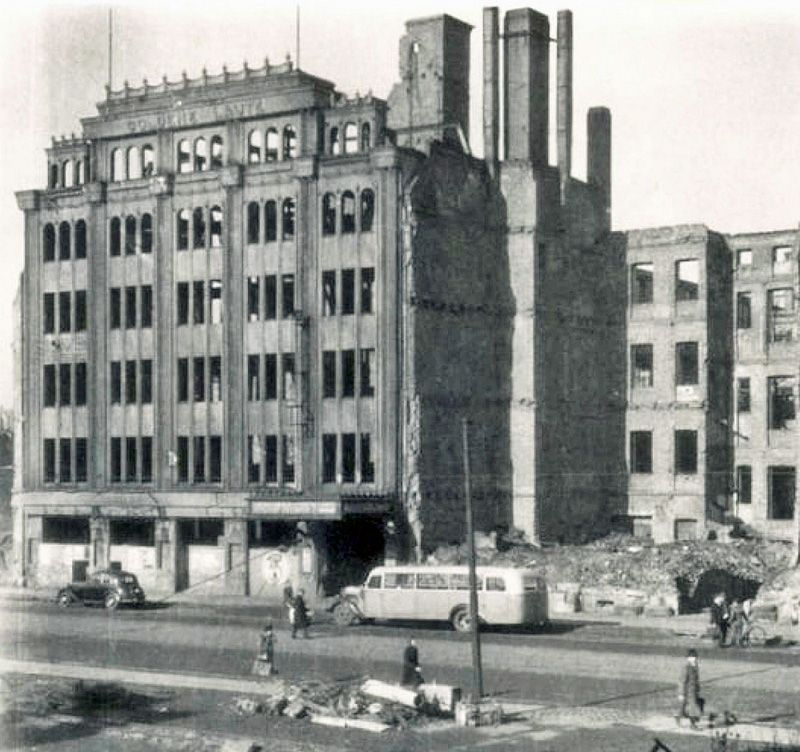
Ruine nach 1945

Die Hochgarage mit 6500 m² Nutzfläche wurde auf dem Hofgelände gebaut, das Hotel mit Durchfahrt zum Hof bzw. zur Garage straßenseitig als Vorderhaus in geschlossener Bebauung. Zur Be- und Entlüftung des Gebäudes wurde von der Firma Erich Otto Heller eine Anlage konstruiert, die stündlich 160.000 cbm Luft umwälzen konnte. Die Garage bot insgesamt 380 Stellplätze auf sieben Geschossen mit jeweils 36 Einzelboxen sowie Gemeinschaftsboxen für drei bis fünf Autos. Im vierten Stock gab es eine Autopension ohne Boxenaufteilung; die bessere Raumausnutzung ermöglichte günstigere Mietpreise. Die Einrichtung einer ebenso leistungsstarken wie betriebssicheren Tankanlage für zwei Kraftstoffe (Benzin und Benzol) stellte dabei die Konstrukteure und Planer vor große Herausforderungen und nahm geraume Zeit in Anspruch. Die beiden je 5000 Liter fassenden Lagerkessel wurden unterirdisch angelegt. Es gab eine Haupttankstelle im Hof sowie je eine Zapfstelle im Keller und in den einzelnen Etagen. Beide Anlagen, für Benzin und Benzol, waren komplett voneinander getrennt. In einer Werkstatt im Dachgeschoss konnten bis zu 30 Wagen gleichzeitig repariert werden. Wie bei vielen in dieser Zeit gebauten Hochgaragen waren die oberen Etagen durch (drei) Lastaufzüge erschlossen – statt durch relativ viel Grundfläche verbrauchende Rampen. Aufgrund des hohen Stromverbrauchs war im Garagengebäude eine Hochspannungsanlage und Transformatorenstation eingerichtet.
Die Fassade des sechsgeschossigen Vorderhauses, in dem sich ein Hotel mit 20 Zimmern für „durchreisende Kraftwagenführer“ befand, war im Stil des Art déco gestaltet. In der sechsten Etage hatte die progressive Dresdner Tanzschule von Mary Wigman eine Zweigstelle eingerichtet.
Die gesamte Anlage wurde von dem Leipziger Architekten Adolf Warnstorff geplant und ausgeführt. Der Hotelbau besaß neben einer Gaststätte auch einen Billardsaal mit 12 Tischen sowie diverse Büros.
Beim Luftangriff auf Leipzig am 4. Dezember 1943 wurden das Hotel und das Garagengebäude erheblich beschädigt. Das Vordergebäude wurde nach dem Krieg abgerissen, der Garagenbetrieb konnte nach Instandsetzungen fortgeführt werden. Ab 1950 diente ein Teil der Garage der zentralen Unterbringung von Krankentransportwagen. Später wurde das Gesamtgebäude durch die Leipziger Schnelle Medizinische Hilfe des Deutschen Roten Kreuzes der DDR genutzt, nach der Wende durch das Deutsche Rote Kreuz. 2005 zog das Rote Kreuz aus.

## Wohnanlage

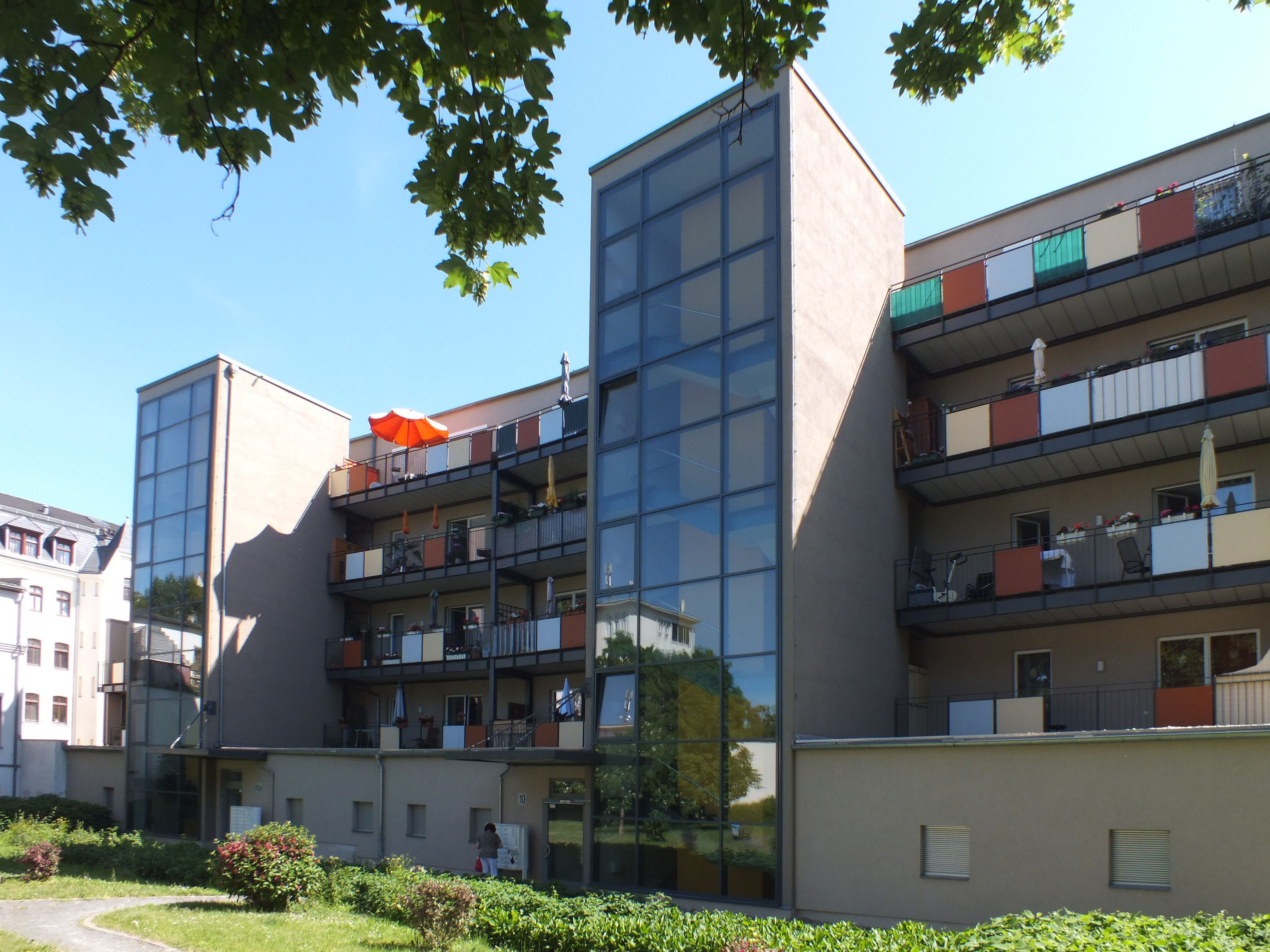
Die zum Apartmenthaus umgebaute Garage
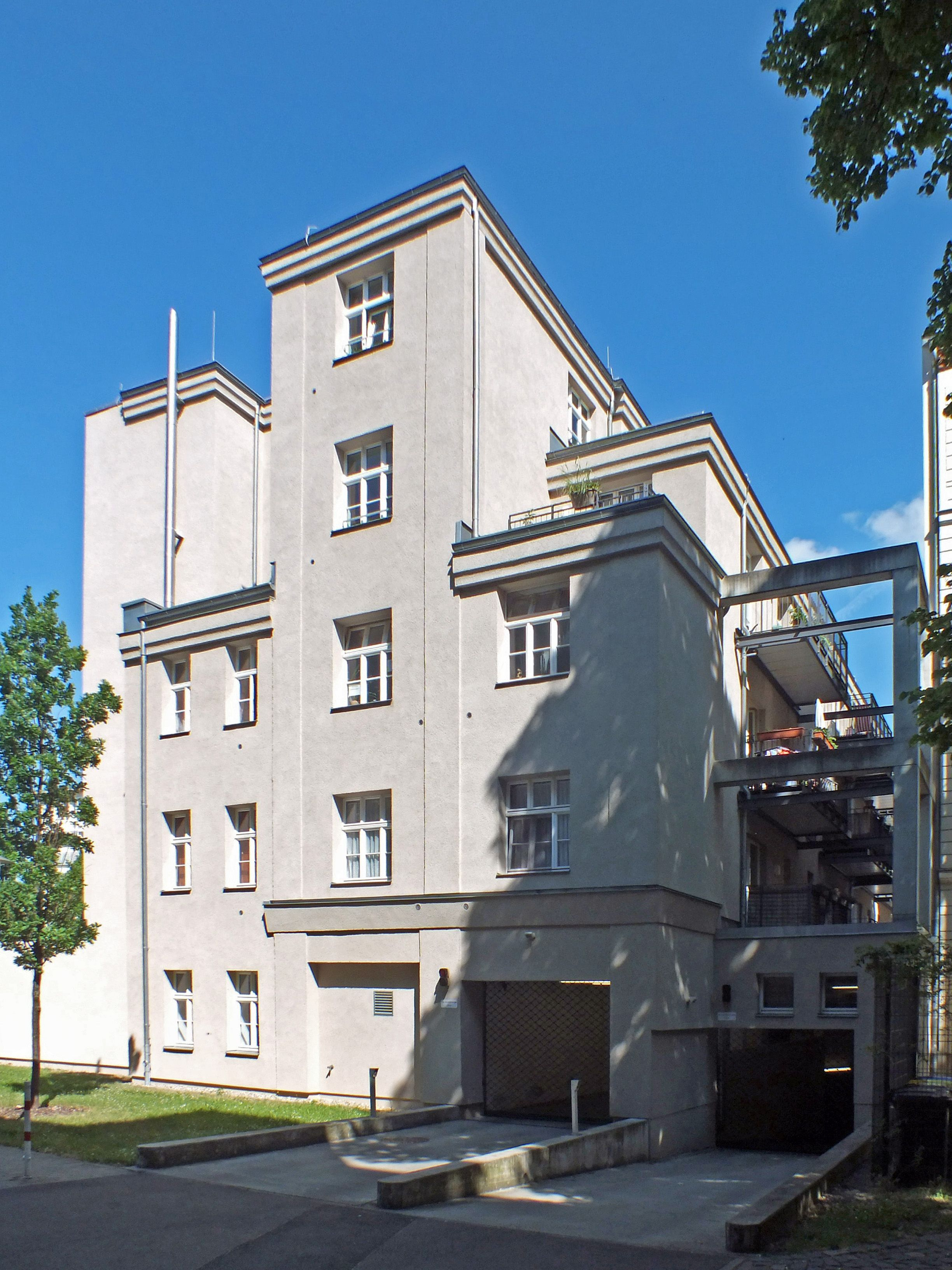
Giebelseite mit Garageneinfahrt

Anfang der 1950er-Jahre wurden zu beiden Seiten der Straße der III. Weltfestspiele, wie der Ranstädter Steinweg damals hieß, zusammenhängende Wohngebäude errichtet, in die auch das Vordergrundstück der Goldenen Laute mit einer Durchfahrt zum Garagengebäude einging. Das war der erste größere Wohnungsneubau nach dem Zweiten Weltkrieg in Leipzig. 1954 wurde darin an historischer Stelle auch wieder eine Gaststätte „Goldene Laute“ eröffnet.
Nach dem Auszug des Roten Kreuzes aus dem Garagengebäude wurde es zu einem barrierefreien Apartmenthaus umgestaltet. Nur im Erdgeschoss blieb die Garage für die Anwohner erhalten. Auch die Bauten aus den 1950er-Jahren wurden saniert, und der gesamte Straßenzug Ranstädter Steinweg 6–22 einschließlich des Apartmenthauses wird vom Stadtverband Leipzig der Volkssolidarität als Betreute Wohnanlage „Domizil am Ring“ mit 105 Wohnungen betrieben.